# Лонвик
Лонви́к (фр. Longvic) — коммуна во Франции, находится в регионе Бургундия. Департамент коммуны — Кот-д’Ор. Входит в состав кантона Шенов. Округ коммуны — Дижон.
Код INSEE коммуны — 21355.

## Население
Население коммуны на 2010 год составляло 9290 человек.
| 1962 | 1968 | 1975 | 1982 | 1990 | 1999 | 2010 |
| ---- | ---- | ---- | ---- | ---- | ---- | ---- |
| 4372 | 5202 | 7448 | 8179 | 8273 | 9015 | 9290 |

## Экономика
В 2010 году среди 6332 человек трудоспособного возраста (15—64 лет) 4713 были экономически активными, 1619 — неактивными (показатель активности — 74,4 %, в 1999 году было 73,5 %). Из 4713 активных жителей работали 4255 человек (2202 мужчины и 2053 женщины), безработных было 458 (219 мужчин и 239 женщин). Среди 1619 неактивных 630 человек были учениками или студентами, 543 — пенсионерами, 446 были неактивными по другим причинам.